# Matej Miljatovič
Matej Miljatovič, slovenski nogometaš, * 23. junij 1979, Ptuj.
Miljatovič je nekdanji profesionalni nogometaš, ki je igral na položaju branilca. V svoji karieri je igral za slovenske klube Maribor, Korotan Prevalje, Šmartno 1928 in Dravo Ptuj, nemški Kickers Offenbach, madžarski ZTE ter avstrijske TSV Hartberg, SC Ritzing in St. Peter am Ottersbach. Skupno je v prvi slovenski ligi odigral 152 tekem in dosegel šest golov. Bil je tudi član slovenske reprezentance do 18 in 21 let.